# Кормагалі
Кормагалі (груз. კორმაღალი) — село в Грузії.
За даними перепису населення 2014 року в селі проживає 221 особа.